# Zanobia Del Carretto Doria
Zanobia ou Zenobia ou Zénobie del Carretto Doria ou Zenobia Doria del Carretto (née le 30 novembre 1541 à Melfi et morte le 18 décembre 1590 à Gênes) est une princesse régnante de Melfi, comtesse consort du Comté de Loano et marquise consort de Torriglia.

## Biographie
Zenobia est la fille de Marcantonio del Carretto et de Giovanna de Leyva (1521 à Milan - 1545 à Melfi). Marcantonio était le fils d'Alfonso I del Carretto et Peretta Usodimare Cybo (elle-même petite-fille du pape Innocent VIII) ; il avait été adopté par l'amiral Andrea Doria (1466-1560) qui avait épousé Peretta une fois celle-ci veuve, et il avait hérité de son père adoptif la principauté de Melfi. Dès l'âge de 4 ans, Zenobia est élevée par la seconde épouse de Marcantonio : Vittoria Piccolomini d'Aragon.

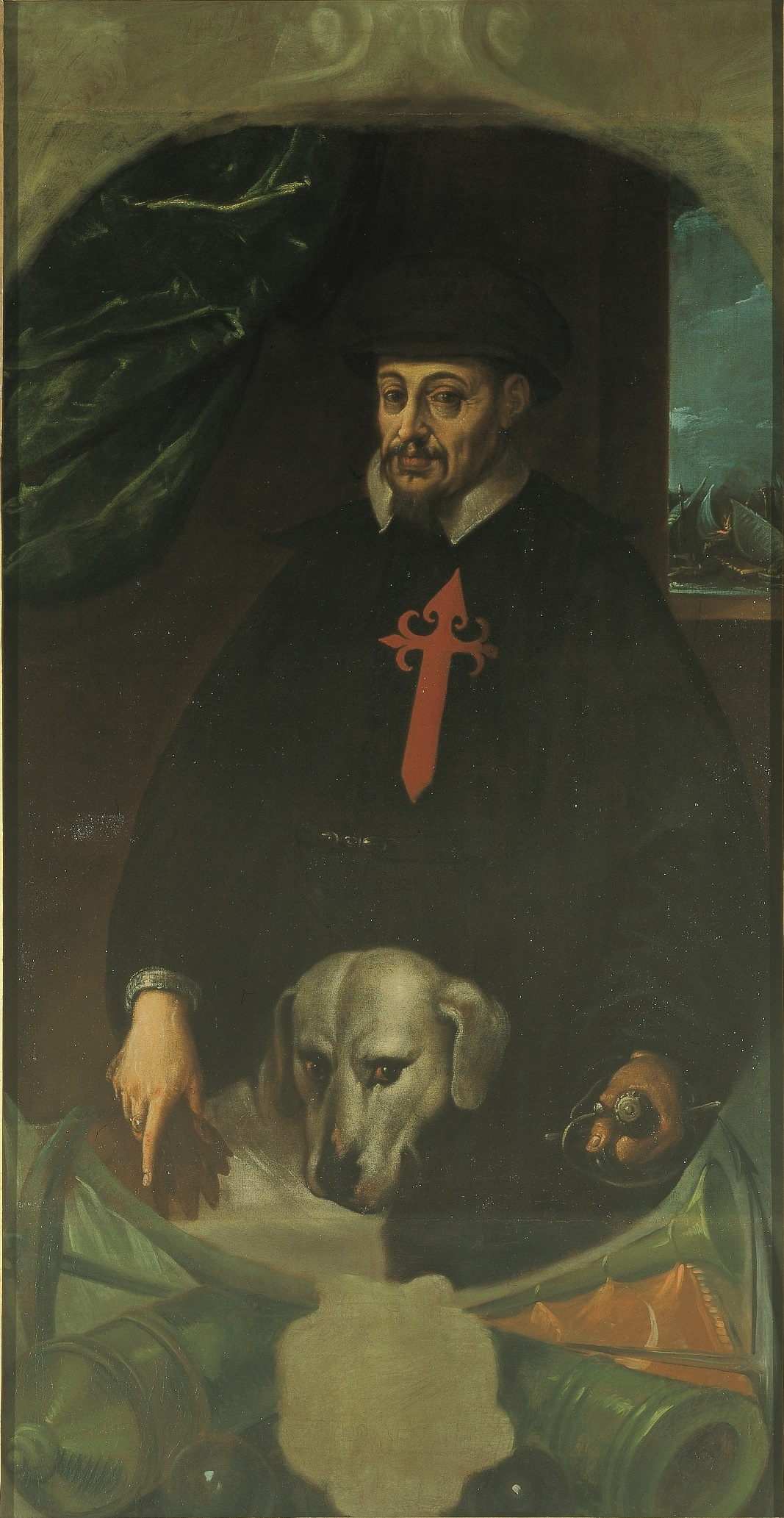
Portrait de l'amiral gênois Giovanni Andrea Doria (1539-1606), Prince de Melfi, Marquis de Triggiano, vers 1594.

À l'âge de 18 ans, en 1558, Zenobia épouse Giovanni Andrea Doria (ou Gianandrea) (1539-1606) — qui est le fils de Tommaso, un cousin d'Andrea Doria — ; la dot de la mariée comprend le fief de Melfitan et la commune descendance étant assurée d'avoir les droits des marquis del Carretto di Finale (dont la lignée s'éteindra en 1602). Toutefois, Zenobia était la princesse régnante ; son mari, marquis de Torriglia et comte de Loano, prendra le relais à Melfi à la mort de son épouse.
Le nom de la princesse est très lié à Loano, dont son époux était un seigneur féodal et où elle restait durant les mois les plus froids de l'hiver. Zenobia, avec Gianandrea, a assuré la mise en service du centre monumental de Loano, y compris le palais Doria, la tour pentagonale, la loggia aérienne et le bourg bien carré ceint de murs. Ces travaux ont été achevés en 1578 ; tandis que ceux de l'église Sant'Agostino le seront dans les années 1588-1590.
Zenobia, alors âgée de 50 ans, meurt le 18 décembre 1590 à Gênes. Elle est enterrée non loin de son grand-père Andrea Doria dans la crypte Doria de l'église de San Matteo de Gênes ; son époux y sera enterré à ses côtés.

## Activité de bienfaitrice
Zenobia est également connue pour ses activités de bienfaitrice, dont l'établissement des monts de piété de Melfi, Loano, Torriglia, Carrega Ligure et Ottone. Elle a par ailleurs contribué à la rançon de nombreux esclaves chrétiens capturés par des mulsulmans.

## Descendance

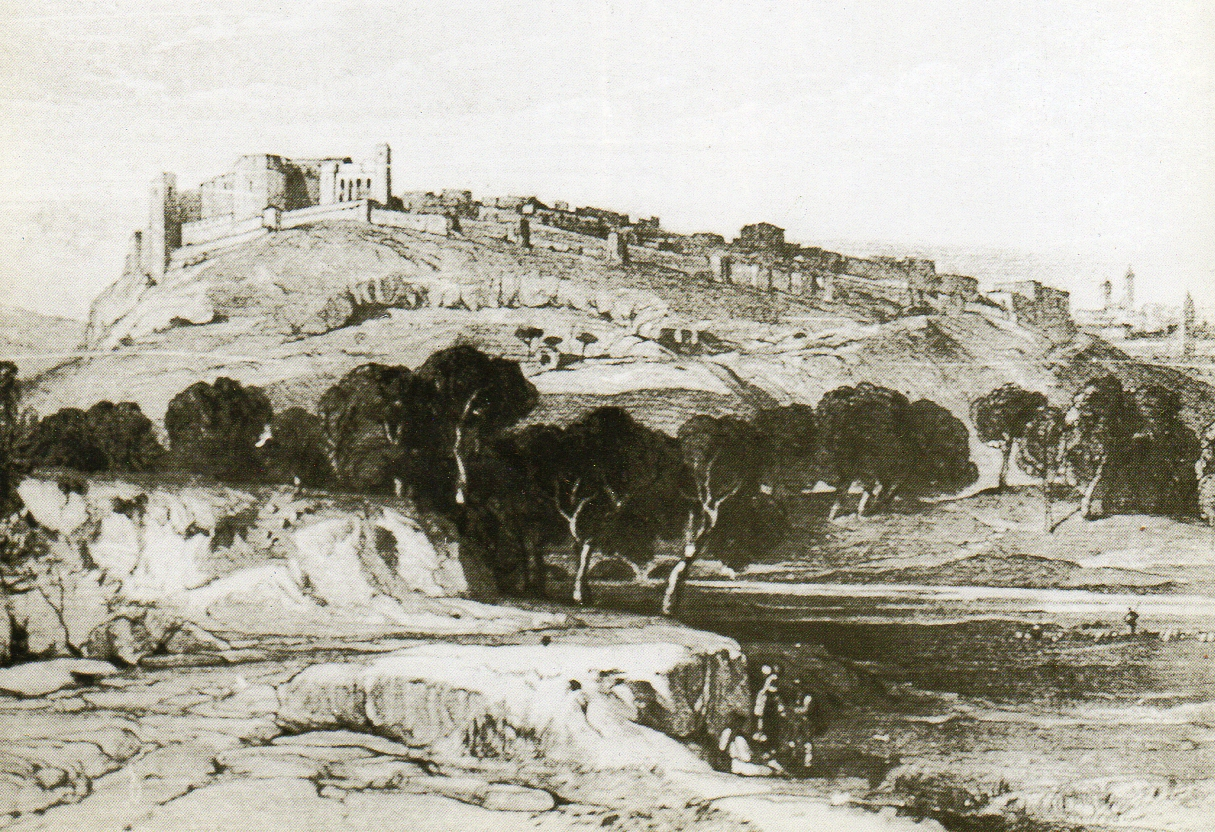
Dessin du château et de l'enceinte de Melfi, par Edward Lear, Viaggio in Basilicata (1847).

Les enfants de Zenobia et Gianandrea sont :
- Andrea († né 1565) ;
- Andrea († né 1566) ;
- Andrea († né 1567) ;
- Andrea († né 1568) ;
- Vittoria (1569-1618), qui épouse Ferdinand II de Gonzague[7], duc de Guastalla ;
- Andrea II (1570-1629), 3e prince de Melfi, qui épouse Giovanna Colonna, avec enfants ;
- Giovanni (1573-1642), surnommé Giannettino, cardinal, archevêque de Thessalonique et Palerme ;
- Artemisia (1574-1644), qui épouse Carlos Francisco de Borgia, 7ème duc de Gandie ;
- Carlo (1576-1650), duc de Tursi, qui épouse Placidia Spinola, avec enfants.

Les descendants de Zenobia et Gianandrea ont utilisé le nom de famille Doria del Carretto, remplacé seulement au XVIIIe siècle par le nom de famille Doria Pamphili. Ceux du fils de Zenobia, Andrea II, administreront Melfi jusqu'à l'application des lois de la féodalité (1806) avec le 14e prince Luigi Giovanni Andrea (+1838).

## Hommages
La figure de Zenobia est commémorée par de nombreuses pierres tombales, à Loano (sur la porte du Palazzo Doria et sur celle de l'église Sant'Agostino), mais aussi à Melfi (à l'entrée du château) et dans les églises de Santa Maria delle Grazie di Pegli et de San Benedetto di Fassolo.
Le poète et dramaturge de Savone Gabriello Chiabreara (1552-1638) a dédié à Zenobia un sonnet à sa mort.

## Crédit d'auteurs
- (it) Cet article est partiellement ou en totalité issu de l’article de Wikipédia en italien intitulé « Zanobia Del Carretto Doria » (voir la liste des auteurs).